# Кристианстад (женский футбольный клуб)
Кристианстад ДФФ (швед. Kristianstads DFF) — женский профессиональный футбольный клуб из города Кристианстад (Сконе), Швеция. Выступает в высшем дивизионе страны — Дамаллсвенскане, домашние матчи проводит на стадионе «Виланс».

## История
Клуб-прародитель «ВА-ИФ» выступал в Дамаллсвенскане с 1989 по 1994 годы. Нынешний клуб был основан в 1998 году во время слияния клубов «ВА-ИФ» и «Кристианстад». С 1999 по 2001 годы команда выступала под смешанным названием «Кристианстад/ВА-ИФ». Затем обрела своё нынешнее название. В 2008 году команда завоевала право на участие в Дамаллсвенскане.